# Lábszky Olivér
Lábszky Olivér (Karviná (Csehszlovákia), 1967. december 13. –) szlovákiai magyar dalszerző, dalszövegíró, énekes, a História zenekar énekese és frontembere.

## Életpályája
Lábszky Olivér a szerzője a Felvidék Himnusza című versnek, amelyet később Ágh Attilával zenésítettek meg.
A Szlovákiai Magyar Zenészek Egyesülete (SZMAZE), a Szlovákiai Magyar Zenebarátok Társasága, a Csemadok Művelődési Intézete, a Csemadok naszvadi alapszervezete Lábszky Olivér énekes-dalszövegíróval együttműködve megalapította a HARMÓNIA – Szlovákiai Magyar Zenei Díjat, amelynek átadására legelőször 2012-ben került sor.